# Luther Severance

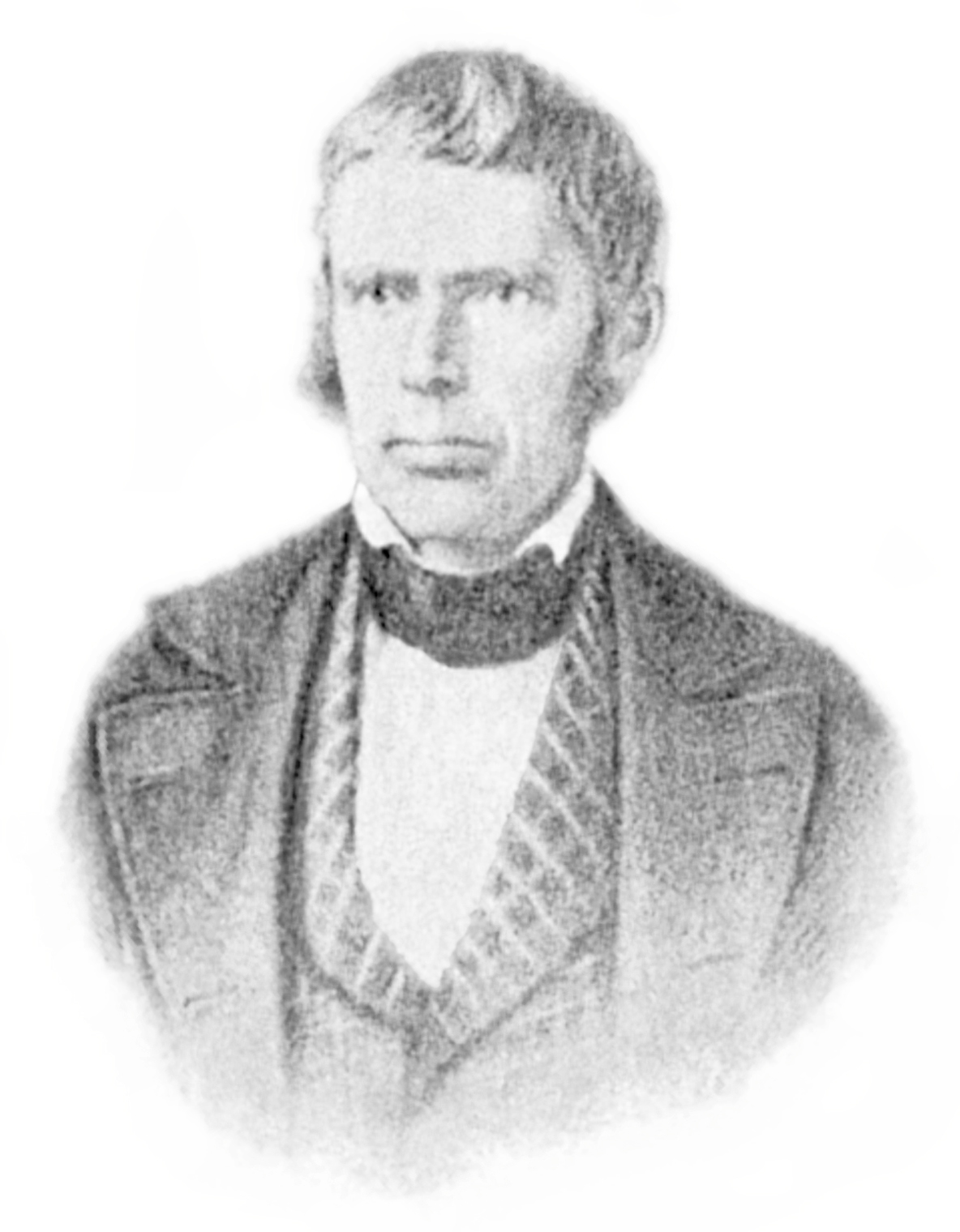
Luther Severance

Luther Severance (* 26. Oktober 1797 in Montague,  Franklin County, Massachusetts; † 25. Januar 1855 in Augusta, Maine) war ein US-amerikanischer Politiker. Zwischen 1843 und 1847 vertrat er den Bundesstaat Maine im US-Repräsentantenhaus.

## Werdegang
Im Jahr 1799 zog Luther Severance mit seinen Eltern nach Cazenovia im Staat New York. Dort besuchte er die öffentlichen Schulen. Anschließend absolvierte er in Peterboro (New York) eine Lehre im Druckerhandwerk. Nach einem Umzug nach Augusta (Maine) gründete er dort im Jahr 1825 die Zeitung Kennebec Journal.
In seiner neuen Heimat begann Severance auch eine politische Laufbahn. Zwischen 1829 und 1848 war er mehrfach Abgeordneter im Repräsentantenhaus von Maine. In den Jahren 1835 und 1836 saß er im Staatssenat. Severance war Mitglied der Whig Party und wurde 1842 als deren Kandidat im dritten Wahlbezirk von Maine in das US-Repräsentantenhaus in Washington, D.C. gewählt. Dort trat er am 4. März 1843 die Nachfolge von Benjamin Randall an. Nach einer Wiederwahl im Jahr 1844 konnte er bis zum 3. März 1847 zwei Legislaturperioden im Kongress absolvieren. Bis 1845 erlebte er im Kongress den Konflikt zwischen seiner Partei und Präsident John Tyler. Auch die Frage eines möglichen Anschlusses der seit 1836 unabhängigen Republik Texas wurde heftig diskutiert. Darüber kam es unter dem seit 1845 amtierenden Präsidenten James K. Polk zum Mexikanisch-Amerikanischen Krieg.
Im Jahr 1848 fungierte Luther Severance als Vizepräsident der Whig National Convention in Philadelphia, auf der Zachary Taylor als Präsidentschaftskandidat nominiert wurde; zwischen 1850 und 1854 war er amerikanischer Gesandter auf den Sandwichinseln. Er starb am 25. Januar 1855 in Augusta und wurde dort auch beigesetzt.